# Fela Kuti
Pour les articles homonymes, voir Kuti.
 (août 2017).
Olufela Olusegun Oludotun Ransome-Kuti, dit Fela Kuti, également connu sous le nom de Fela Anikulapo Kuti, ou simplement Fela, né le 15 octobre 1938 à Abeokuta (Nigeria) et mort le 2 août 1997 à Lagos (Nigeria), est un chanteur, saxophoniste, chef d'orchestre, cryptarque et homme politique nigérian. Cousin du Prix Nobel de littérature Wole Soyinka 
Fondateur de l'organisation République de Kalakuta au Nigeria, il est considéré comme l'inventeur de l’afrobeat, fusion de musiques  afro-américaines (jazz, funk), de musiques d'Afrique de l'Ouest (principalement le highlife du Ghana), et de musiques traditionnelles de son pays le Nigeria (dont essentiellement des rythmes de son groupe ethnique, yorouba).  

## Présentation
Dans un Nigéria à peine sorti de la guerre du Biafra et propulsé en quelques mois au rang d'un des plus grands pays exportateurs de pétrole, Fela Kuti y faisait figure d'un artiste musicien engagé contre la corruption, la dictature et le pouvoir des multinationales.
Populaire auprès des laissés-pour-compte des ghettos de Lagos, le Black President (l'un de ses surnoms) se sert de sa musique (comme d’une arme) pour brosser un sombre tableau des mœurs socio-politiques. Ses morceaux, qui durent en moyenne un quart d’heure, sont agrémentés de paroles (dans un pidgin local) ciblant la dictature militaire, la corruption qui gangrène les élites, et décrivant  la misère de la rue. Au-delà de ces tableaux sombres, les textes de Fela Kuti suggèrent par ailleurs aux Africains de « conquérir leur liberté par un retour aux sources qui leur rendra leur identité et leur vérité ».
Fela Kuti allie le jazz et la soul aux rythmes africains (notamment le ju-ju nigérian et le highlife ghanéen), donnant ainsi naissance à l’afrobeat. Sa popularité s’étend au-delà des frontières du pays. Mais très vite, il s’attire les foudres du pouvoir militaire qui supporte très mal ses satires. Après la sortie de son album antimilitariste Zombie (1976), sa propriété baptisée Kalakuta Republic est entièrement rasée par un raid militaire au cours duquel sa mère, âgée de 78 ans, est défenestrée. Elle succombe quelques mois plus tard des suites de ses blessures. Fela Kuti est plusieurs fois jeté en prison et torturé. 

## Biographie

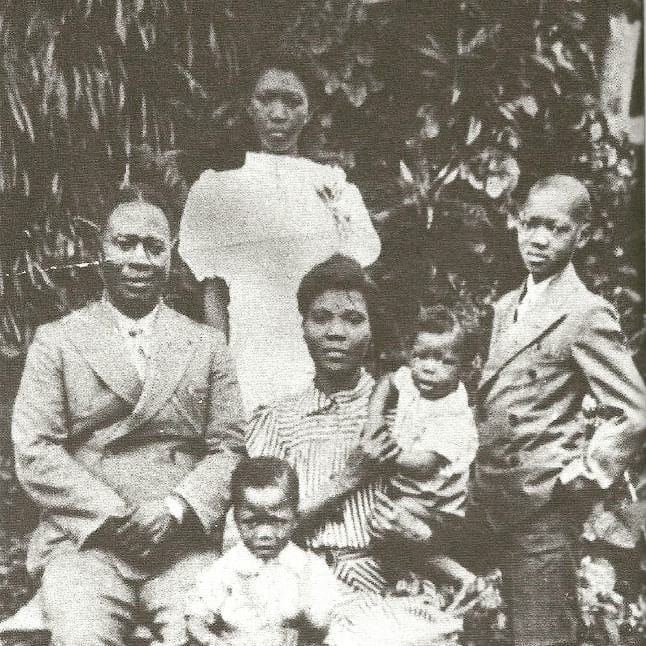
La famille Ransome-Kuti. Fela est l'enfant au premier plan.

### Abeokuta
Fela Kuti — de son vrai nom Fela Hildegart Ransome — est issu d’une famille bourgeoise yoruba. Il grandit dans un univers familial engagé. Son père, le pasteur Ransome-Kuti, l’initie très tôt au piano et sa mère Funmilayo Ransome-Kuti, une nationaliste et activiste,  influence son militantisme. Il devient célèbre dans sa ville.

### Koola Lobitos
1958 : Fela s’envole pour Londres pour ses études. Mais au lieu d'étudier la médecine (comme ses deux frères l'avaient fait avant lui) il s'oriente vers la musique.
Au Trinity College of Music, il fait ses premières armes sur scène. Très influencé par le jazz, il forme un groupe avec des amis nigérians et caribéens : le Koola Lobitos. Dans des cafés, le groupe reprend des classiques de jazz en y ajoutant (à la suite de sa rencontre en 1962 à Londres avec le musicien ghanéen Ebo Taylor,) une pincée de highlife (genre musical alors en vogue en Afrique). Fela fait également, dans la capitale britannique, la rencontre d'une jeune métisse nigériano-américaine, Remilekun Taylor, avec qui il se marie et dont il aura un enfant : Femi Kuti.
Rentré au Nigeria en 1963, diplôme en poche, Fela Kuti a du mal à trouver sa voie entre son métier de producteur et sa carrière de musicien (qui ne décolle pas). C’est finalement en 1969, lors d’une tournée aux États-Unis, que le déclic se produit : il rencontre Sandra Izsadore, une militante noire des Black Panthers qui lui expose les idées de Malcolm X. De retour au pays, l’homme n’est plus le même.
Il commence par changer le nom de son groupe de Koola Lobitos pour Africa 70. Il décide d’imposer un rythme moins jazz, plus proche des rythmes africains : l’afrobeat est né.

### Africa 70
Désormais Fela Kuti ne chante plus en yoruba, mais en pidgin, de manière à être accessible à une plus grande partie du public nigérian. Il se convertit à l'animisme et prend le patronyme d'Anikulapo — "celui qui porte la mort dans sa gibecière" — Kuti — "qui ne peut être tué par la main de l'homme". Ses concerts, ponctués de discours enflammés, se déroulent sous une impressionnante orchestration rythmique assurée par de puissantes percussions et des cuivres envoûtants (très souvent ponctuée de grandes envolées au saxophone). Bien que censuré par les médias d’État, il collectionne les succès en même temps que grandit sa popularité.

### La «Kalakuta Republic»
| \| Localisation sur la carte du Nigeria · Kalakuta \| Localisation sur la carte du Nigeria Kalakuta. |
| Localisation sur la carte du Nigeria · Kalakuta                                                      |

Le 30 avril 1974, Fela Kuti est arrêté pour détention de cannabis et détournement de mineures. Il s'isole alors dans une véritable forteresse nommée Kalakuta, qu'il déclare indépendante et dans laquelle il continue de composer.
Alors que le pays connaît un véritable boom pétrolier, une fracture sociale s'amorce entre, d’un côté une élite citadine corrompue, et de l’autre une grande majorité d’anciens paysans qui, attirés par le mirage pétrolier, ont déserté les régions rurales pour tenter leur chance à Lagos. La musique de Fela devient alors le cri de cœur de ces millions d'exclus sociaux. 
À nouveau arrêté, pour consommation de stupéfiants, il ingurgite l'objet du délit; il est alors battu jusqu'à la libération de la drogue par les voies naturelles. L'épisode donnera son nom à l'un de ses plus fameux morceaux, Expensive Shit.
Janvier 1977 : Festival mondial des arts nègres à Lagos. Fela Kuti boycotte l'événement et  organise de son côté une série de concerts gratuits qui attirent l’attention sur lui. Les journalistes et autres artistes présents dans la ville n’ont alors de mots que pour cet artiste musicien rebelle qui critique ouvertement l'establishment corrompu. Aussitôt les articles et les reportages sur l’homme affluent des médias américains et européens. Pour le Conseil militaire d'alors (sous la direction du général Olusegun Obasanjo) Fela Kuti est un agitateur.
Quelques jours après la fin du festival, tout un bataillon militaire prend d’assaut le Kalakuta Republic. Fela engage plus tard une action en justice contre les autorités mais celle-ci se solde par un non-lieu, les faits étant imputés à « des soldats inconnus au bataillon ». Fela Kuti décrira cet événement dans Unknown Soldier (en) — le soldat inconnu.
Harcelé par la police, Fela s’exile au Ghana. Mais il en est expulsé une année plus tard  pour avoir soutenu une violente manifestation d’étudiants (qui, en passant, avaient trouvé en « Zombie, oh zombie… » leur cri de ralliement contre la junte au pouvoir dans le pays) . De retour au Nigeria, Fela épouse les vingt-sept femmes de son groupe, et se remarie avec sa première épouse, dans une cérémonie vaudou dirigée par un prêtre ifa.
Les tournées qui le mènent un peu partout en Afrique, Europe, États-Unis, rencontrent alors un accueil populaire, chaleureux et triomphal et lui confèrent une notoriété mondiale.
Fela Kuti croit en l'idéal de l'unité africaine et tente de prêcher la paix entre les Africains. Panafricaniste et socialiste, il soutient en particulier Kwame Nkrumah (président du Ghana) et Thomas Sankara (président du Burkina Faso). Le Black Power (mouvement américain) le compte également parmi ses sources d'influences politiques. Fela a en revanche une position très critique à l'égard du gouvernement américain d'alors, auquel il reproche, d'une part de discriminer les Noirs, et d'autre part d'orchestrer des coups d'État dans des pays africains non-alignés.

### Le MOP
1979 voit le retour d’un gouvernement civil au Nigeria. Fela fonde alors son parti politique, MOP (Movement of the People), et se déclare candidat aux élections présidentielles de 1983. Mais la route vers le pouvoir est barrée  lorsqu’en 1981, les autorités l’enferment pour possession de cannabis et interdisent dans la foulée son parti ainsi que la branche culturelle de ce dernier : YAP (Young African Pioneers). Il réplique  alors en sortant en 1985 l'album Army Arrangement qui met en lumière un scandale financier impliquant la junte au pouvoir. Alors qu’il s’apprête à se rendre à New York où il doit enregistrer son nouvel album, il est de nouveau arrêté à l’aéroport de Lagos pour exportation illégale de devises et écope de cinq ans de prison. Le juge qui l'a condamné avouera plus tard avoir subi des pressions gouvernementales. La pression de milieux financiers, la large mobilisation d'artistes (organisation en Europe de concerts de soutien) ainsi que le renversement du régime dictatorial du général Muhammadu Buhari aboutissent à sa libération en 1986.
Il entre alors dans une semi-retraite que seuls quelques concerts dans sa boîte (Shrine) et la sortie de l'album Beasts of no nation viennent animer. Underground System (1993) est le dernier album original publié du vivant de Fela. Il laisse à son fils aîné et successeur, Femi Kuti, le devant de la scène. Le rebelle flamboyant semble avoir perdu sa verve contestataire. Même au plus fort d'une nouvelle dictature (celle du général Sani Abacha) et l'emprisonnement de son frère Beko Ransome Kuti (président de la ligue nigériane des droits de l'homme) il est resté sans réaction. Le fait est que l'homme se bat depuis des mois contre le sida et la maladie affecte d'autant plus gravement son corps que les nombreux sévices subis en prison l'ont affaibli.
Fela Kuti meurt le 2 août 1997. Malgré les tensions entre l'artiste et les gouvernements militaires successifs, les autorités politiques militaires reconnaissent avoir perdu « l'un des hommes les plus valeureux de l'histoire du pays » et décrètent quatre jours de deuil national. Le 12 août 1997, près d’un million de Lagossiens sortent dans la rue pour célébrer sa mémoire.
Conformément à son testament, Fela Kuti est inhumé à son domicile (sis Gbemisola street à Ikeja (État de Lagos) à côté de la tombe de sa mère Funmilayo Ransome-Kuti.

### Postérité
Deux de ses enfants, Femi Kuti et Seun Kuti, sont des artistes actifs dans le domaine musical et le genre afrobeat comme Fela. 
Fela Kuti est resté un artiste très populaire au Nigeria. Un exemple de cette popularité est l'organisation d'une série d'événements appelés Felabration, qui, chaque année (à la semaine de l'anniversaire de sa naissance) rendent hommage au célèbre artiste.
En janvier 2012, le nom de Fela Kuti a été invoqué et scandé plusieurs fois durant les grèves nationales qui ont secoué le pays en  protestation contre la hausse des prix de carburants.
Comme pour réparer les erreurs de l'histoire, le gouvernement de l'État de Lagos a octroyé 40 millions de nairas (environ 200 000 euros) pour que la famille de Fela Kuti puisse créer un musée en son honneur près de sa sépulture.
Bernard Lavilliers le cite dans sa chanson Noir et Blanc, qui évoque les artistes victimes des dictatures (album Voleur de feu).
En 2016, le chorégraphe Serge Aimé Coulibaly crée le spectacle Kalakuta Republik, inspiré de la vie de Fela Kuti, présenté au festival d'Avignon,,,.
Le 17 janvier 2017, la chanteuse Erykah Badu lui rend hommage dans un coffret qui comprend sept albums mythiques de la star nigériane, d'Army Arrangement à Underground System, des disques symboles de sa rébellion, tous sélectionnés par la reine du nu soul pour faire perdurer l’œuvre de l’artiste.

## Discographie

### Collaborations
- 1971 : Stratavarious de Ginger Baker
- 1975 : Jealousy de Tony Allen & The Africa 70
- 1977 : Progress de Tony Allen & The Africa 70
- 1988 : Oduduwa de Oluko Imo
- 1990 : Proud de Michael Rose

### Compilations
- 2002 : The Best of the Black President (Barclay/MCA Records[16]/Wrasse Records (2002)[17]/Knitting Factory (2009)

### Coffrets
- 2010 : FELA The Complete Works Of Fela Anikulapo-Kuti Wrasse Records, Knitting Factory Records, Kalakuta Sunrise[18]/Wrasse Records (2010)/Knitting Factory (2010)

### Dans la fiction
- Fela back to Lagos, scénario : Loulou Dédola - dessin et couleur : Luca Ferrara, éditions Glénat, parue en 2019,  (ISBN 978-2-344-02569-7)

## Vidéographie
- 1978 : Concert filmé en Allemagne (Festival de Jazz de Berlin)[N 2].
- 1981 : Fela in concert (concert filmé à Paris, le 30 juin 1980, 57 min).
- 1982 : Fela : Musique au poing[N 3] de Stéphane Tchal-Gadjieff et Jean-Jacques Flori (documentaire, 53 min, France).
- 1984 : Fela Live at Glastonbury Festival 1984 (concert filmé au Royaume-Uni, 70 min).
- 2006 : Fela: Fresh from Africa d'Edward Jaheed Ashley (documentaire, 90 min, États-Unis).
- 2006 : Suffering and Smiling de Dan Ollman (documentaire, 60 min, États-Unis/Nigéria).
- 2014 : Finding Fela de Alex Gibney (film documentaire, 119 min, États-Unis).